# 阪急日生ニュータウン
阪急日生ニュータウン（はんきゅうにっせいニュータウン、英語: Hankyu Nissay Newtown）は、兵庫県川西市・川辺郡猪名川町にまたがり、日本生命保険・新星和不動産が開発した住宅地である。
当初から中谷中学校付近に2次開発が計画されているが、その後の開発計画は土地が猪名川町に売却され、終了した。

## 概要
日本生命が国の住宅政策に協力するとともに、将来の不動産投資の方向をも考慮し、資産運用の一環として、兵庫県川西市と川辺郡猪名川町にまたがるエリアに人口3万人、面積346万平方メートルのニュータウンを整備するとの構想の下、1966年11月から用地の買収に着手。1970年度から開発面積の7割にあたる第一次地域の造成を始め、1975年6月、販売を開始した。名称は、日本生命の内外職員から懸賞募集して決定した。
1978年12月、ニュータウン中央部と能勢電鉄山下駅を結ぶ、能勢電鉄日生線が開通している。

### 入居世帯および人口
5,631世帯・15,481名（2007年3月末時点）

### 住宅地区
能勢電鉄日生中央駅を中心に南北に広がり、北側には雨森山の南斜面に伏見台（猪名川町）、美山台・丸山台（共に川西市）が、南側に松尾台（猪名川町）がある。
開発当初は、伏見台と松尾台のみだったが、後に美山台、丸山台が開発された。

### スポーツ関連
- 松尾台に隣接して、山の原ゴルフクラブがある。
  - 毎年4月第3週から第4週につるやオープンゴルフトーナメントが開催されていた（2014年を最後に休止）。
- 伏見台に隣接して、アリスゴルフ倶楽部がある。
- 伏見台1丁目に、猪名川海洋センター（室内温水プール）がある。
  - 温水プール、ジャグジー、すべり台、多目的ルームがある（有料）。
- 少年サッカークラブ「日生中央サッカークラブ」がある（1988年設立）。
  - 練習場は猪名川町立松尾台小学校と川西市立北陵小学校で行っている。
- 少年野球クラブ「松小ベアーズ」がある（1976年設立）
  - 練習場は猪名川町立松尾台小学校
- 未経験者～中級者向けバドミントンクラブ「北陵スウィング」がある。
  - 練習場は川西市立北陵小学校にて、毎週日曜日・祝日 午後1時から4時半に活動
- 小学生向けバドミントンクラブ「ひよどりジュニアバドミントンクラブ」がある。
  - 練習場は猪名川町立松尾台小学校
  - 出身有名人に廣瀬栄理子がいる。

### その他
美山台に隣接して、一庫ダムがある。兵庫県立一庫公園・国崎せせらぎ広場・知明湖キャンプ場等が存在している。

## 歴史
- 1970年 - 第1期地区造成開始。
- 1975年 - 入居開始。
- 1978年 - 能勢電鉄日生線開通。
- 1978年 - 阪急オアシス仮店舗オープン。
- 1986年 - 日生中央センタービル完成。
- 1987年 - 兵庫県知事賞「みどりのまちなみ賞」受賞。
- 1988年 - サウンズヒルが兵庫県「街づくり功労賞」を受賞。
- 1989年 -「彫刻の道」が建設省「手づくり郷土賞」（いこいとふれあいの道）を受賞[7]。
- 1989年 - 大型商業施設「日生中央サピエ」がオープン。
- 1995年 - 美山台ショッピングセンターがオープン。
- 1995年 - カリオンの丘巡回バス運行開始。
- 1997年 - 阪急梅田への直通列車「日生エクスプレス」運行開始。
- 1996年 - 美山台クリニックセンターがオープン。
- 1998年 - 川西市北陵公民館が完成。
- 1999年 - 駅前広場が改装され、駐車場・送迎ロータリー・キャノピーが新設される。
- 2000年 - 兵庫県「人間サイズのまちづくり賞」を受賞する。
- 2000年 - 高齢者福祉施設「天河草子」がオープン。
- 2001年 - 猪名川町営屋内温泉プールがオープン。
- 2005年 - 日生中央駅がバリアフリー化改装される。
- 2008年 - 日生中央駅送迎ロータリー横にケーズデンキ開店。

## 教育施設

### 公立
- 猪名川町立松尾台幼稚園
- 猪名川町立松尾台小学校
- 川西市立北陵小学校
- 猪名川町立中谷中学校
- 兵庫県立猪名川高等学校
- 兵庫県立川西カリヨンの丘特別支援学校

### 私立
- 美山幼稚園
- YMCA幼稚園

## 商業施設

### ショッピングセンター
- 日生中央サピエ
  - 阪急オアシス日生中央店を核としている。
- DCM日生中央店
- ケーズデンキ日生中央パワフル館
- スーパーマルハチ日生中央店

### 商店街
- 松尾台サブセンター
- 伏見台サブセンター
  - 2007年10月ゲインオープン（12月閉店）
- 美山台ショッピングセンター
  - コープミニ美山台店を核としている。
- 駅北商店街
- 伏見台店舗街

### 銀行
- 三菱UFJ銀行池田支店日生中央出張所
- 三井住友銀行池田支店日生中央出張所
- 池田泉州銀行日生中央支店

### 郵便局
- 川西美山台郵便局
- 猪名川松尾台郵便局

### ドラッグストア
- ココカラファイン日生中央店（上記のサピエ内）
- 共栄ファーマシー〔共栄薬局〕日生中央駅前店
- スギ薬局日生中央店（上記のマルハチ内）

### コンビニ
- セブン-イレブン猪名川伏見台1丁目店
- ローソン日生中央店（日生中央駅内）

## その他施設
- 北陵公民館
- 川西警察日生中央交番

## 公園
- うぐいす池公園（松尾台2丁目）
  - 面積約6.1ha　遊具、ゲートボール場、テニスコート一面、駐車場がある。
- 釜の尾公園（カリヨンパーク）
- 古宮公園
- 新じょうご池緑地
- 西の尾公園
- 深山池公園
  - 面積約7.6ha
- 伏見池公園（伏見台4丁目）
  - 面積約1.8ha　多目的広場(野球・サッカー使用可能)と遊具、駐車場がある。
- 伏見台北公園（伏見台3丁目）
  - 面積約0.45ha　遊具や多目的広場がある
- 伏見台南公園（伏見台2丁目）
  - 面積約0.25ha　遊具やあずまや・多目的広場がある、町内ではじめて砂場柵が設置される。2003年（平成15年）にリニューアル工事実施。
- 松尾台公園（松尾台4丁目）
  - 面積約0.24ha　遊具やあずまや・多目的広場がある、雨水利用タンクが設置されており、花の水やりなどに利用している。2003年（平成15年）にリニューアル工事実施。
- 丸山公園

## 交通

### 大阪からのアクセス
- 阪急電鉄 大阪梅田駅から阪急宝塚本線 川西能勢口駅もしくは、西日本旅客鉄道大阪駅から福知山線（JR宝塚線）川西池田駅で能勢電鉄に乗り換え能勢電鉄日生線 日生中央駅下車（平日の朝夕は、阪急電鉄梅田駅-能勢電鉄日生中央駅間を39分で結ぶ直通列車「日生エクスプレス」が運行されている）。

- 平日に阪急バスが梅田新阪急ホテル発（25:00）、日生中央行き（26:13着）深夜急行バス「スターライナー」が運行されていた（終点は伏見池公園（26:20着）、2018年3月に全区間廃止）。

- 車では、阪神高速11号池田線 池田木部インターより約10km（約12分）

### ニュータウン発バス路線
- 阪急バス
  - 杉生方面（のりば1）
    - 41 杉生（かつては後川（しつかわ（後川上））（丹波篠山市）まで結んでいたが、2018年10月1日のダイヤ改正で杉生新田まで短縮してさらに、2020年5月25日のダイヤ改正で杉生まで短縮した）
    - 61 柏原（2020年5月25日のダイヤ改正により運休中）

  - 能勢方面（のりば1）
    - 76 森上・豊中センター（2020年5月25日のダイヤ改正により運休中）

  - 多田神社方面（のりば1）
    - 12 22 JR川西池田

  - 白金・清和台・萩原台方面（のりば2）
    - 6 7 8 9 阪急川西能勢口
    - 44 白金循環
    - 46 パークタウン東口
    - 59 つつじヶ丘五丁目
    - 64 パークタウン中央

  - 猪名川町内ふれあいバス（のりば3）
  - 日生ニュータウン方面（のりば4）
    - 64 伏見池公園
    - 65 カリヨンの丘循環

### 送迎バス
- 日生中央駅南側ロータリーから中京交通バスるり渓温泉行き、無料路線直行バス（所要時間30分）が出ている。
  - ダイヤは10:00～19:00まで毎時間正時に出発（計10本）
- 日生中央駅南側ロータリーから高原ロッジ・メープル猪名川に無料送迎バスが出ている。（所要時間は20分・要予約）
  - ダイヤは14:40に出発